# Hallische Händel-Ausgabe
La Hallische Händel-Ausgabe ("Edició Halle de Händel") és una col·lecció de diversos volums de les obres de Georg Friedrich Händel. El primer fou publicat en la dècada del 1950: inicialment com a complement de l'edició d'HG, però el 1958 ja aparegué com una edició independent. L'abreviatura de la col·lecció "HHA" és útil per a identificar obres individuals de Händel, per exemple el Messiah de Händel pot ser referit com a "HHA i/17" (amb el número romà "i" que designa la "sèrie 1"). Per a un ús pràctic, la numeració HHA de les obres de Händel ha estat substituïda pel sistema de numeració HWV.
Publicada per la George Frideric Handel Societat, una nova gran edició que comprèn aproximadament 128 volums s'està elaborant. S'espera que quedi completada cap al 2023 amb la següent configuració:
| Sèrie | Descripció                | Volums |
| ----- | ------------------------- | ------ |
| I     | Oratoris i Grans Cantates | 32     |
| II    | Òperes                    | 41     |
| III   | Música sacra              | 14     |
| IV    | Música instrumental       | 19     |
| V     | Obres vocals més curtes   | 7      |
| VI    | Suplements                | 6      |
| VII   | Handel Handbook           | 5      |